# 孟家坪乡
孟家坪乡，是中华人民共和国山西省吕梁市兴县下辖的一个乡镇级行政单位。2021年5月28日，撤销贺家会乡，整建制并入孟家坪乡。

## 行政区划
孟家坪乡下辖以下地区：
孟家坪村、麻焉条村、横城村、成家山村、张家焉村、王家塔村、李家坪村、胡家塔村、小善村、侯家沟村、扒凌上村、姚家塔村、兴华村、水泉塔村、山头村、冯家屹台村、石家吉村、大善村、有仁村、坡底村、元沟村和小善畔村。